# Franz Ritter von Epp
Franz Ritter von Epp (Múnic, 16 d'octubre de 1868 – Múnic, 31 de desembre de 1946) va ser un oficial de l'exèrcit imperial alemany de principis del segle xx, que va esdevenir Reichsstatthalter de Baviera durant el Tercer Reich.

## Biografia

### Primera Guerra Munidal
Franz Ritter von Epp va néixer a Múnic, fill del pintor Rudolpf Epp i Katharina Streibel. Va estudiar a Augsburg abans d'incorporar a l'escola militar de Múnic. Els anys 1900-1901, va participar com a voluntari en la repressió de la rebel·lió Boxer, i després es va convertir en comandant de companyia a la colònia alemanya de Deutsch-Südwestafrika (actual Namíbia), on va prendre part en el sagnant esclafament de la revolta dels hereros. Durant la Primera Guerra Mundial, va servir com l'oficial al comandament d'un regiment de Baviera, el Infanterie-Leibregiment, a França, Sèrbia, Romania i al front d'Isonzo.
Pels seus serveis de guerra, va rebre nombroses condecoracions, essent l'ordre de Pour le Mérite (29 de maig de 1918) la més destacada. També va ser nomenat cavaller, anomenat Ritter von Epp, el 25 de febrer de 1918, i va rebre el l'Orde del Mèrit Militar bavaresa (23 de juny de 1916).

### Dels Freikorps al Reichstag
Després del final de la guerra va formar el Freikorps-Epp, una formació paramilitars que agrupava veterans de guerra, i entre els quals milità el futur líder de la SA Ernst Röhm. Va prendre part en el combat contra la República Soviètica de Baviera a Múnic, essent responsable de diverses massacres. Es va unir a la Reichswehr i va ser ascendit a General Major el 1922. Va abandonar l'exèrcit alemany el 1923 arran dels seus vincles amb associacions d'extrema dreta i les seves activitats dins del Partit Popular de Baviera (BVP).
El 1920, havia ajudat el Partit Nazi (NSDAP) aportant 60000 marcs del fons secret de l'exèrcit per adquirir el Völkischer Beobachter, que seria el diari oficial del partit.
L'any 1928 va abandonar BVP, i es va convertir en membre del Parlament alemany (el Reichstag), amb el NSDAP, mantenint aquesta posició fins al 1945. Dins del partit, va exercir com a cap de l'Oficina Política de les forces armades (1928-1945), així com a cap del Reichskolonialbund (RKB), una organització que pretenia recuperar les colònies que Alemanya havia perdut. El creixement de les SA li van donar un paper rellevant, gràcies a la seva coneixença de Röhm, ja que aquest creia que la seva organització acabaria reemplaçant l'exèrcit regular. Aquesta hipòtesi no s'acomplí, i les aspiracions de les SA foren eliminades la Nit dels ganivets llargs.

### Reichsstatthalter de Baviera
El final del paper rellevant d'Epp va tenir lloc el 9 de març de 1933, dues setmanes abans de l'aprovació de la Llei de Capacitació, que atorgà poders dictatorials a Adolf Hitler. Sota les ordres del mateix Hitler i Wilhelm Frick va abolir el Govern de Baviera, i va establir un règim nazi. Es va convertir en Reichskommissar, més tard en Reichsstatthalter de Baviera, aquell mateix any. En aquell posició, Epp va mantenir un conflicte amb el primer ministre de Baviera, Ludwig Siebert, però la seva postura d'intentar limitar la influència del govern central en la política bavaresa va fracassar.
Es va mantenir en el seu càrrec fins al final de la guerra, però la seva rellevància política fou molt minsa. Durant aquells anys s'anà distanciant dels líders nazis, més aviat per querelles personals que per morius ideològics. Va ser detingut per ordre de Paul Giesler el 1945, per la seva relació amb el Bayern Freiheitsaktion, organització oposada als nazis dirigida per Rupprecht Gerngroß. Tanmateix, Epp no col·laborà amb el grup perquè considerava els seus objectius una traïció.
Al final de la guerra, va ser empresonat pels nord-americans i va morir en un camp de presoners el 1946.